# 佐伯郡
- 令制国一覧 > 山陽道 > 安芸国 > 佐伯郡
- 日本 > 中国地方 > 広島県 > 佐伯郡

佐伯郡（さえきぐん）は、広島県（安芸国）にあった郡。

## 郡域
1878年（明治11年）に行政区画として発足した当時の郡域は、下記の区域にあたる。
- 広島市
  - 佐伯区の全域
  - 西区の西部（太田川放水路以西かつ概ね己斐東、己斐上、己斐大迫以西）
- 廿日市市の全域
- 大竹市の全域
- 江田島市の西部（沖美町各町・能美町各町・大柿町各町・江田島町津久茂）

## 歴史
古代の安芸国にあった佐伯郡はもっと広く、現在の広島市安佐南区の大半と安佐北区の一部をも含んでいた。平安時代末期ごろに佐東郡（後の沼田郡）と佐西郡に分割され、江戸時代の1664年（寛文4年）に西側の佐西郡が再度佐伯郡に改称された。郡名の由来は厳島神社の神主家の名前とされている。

### 近世以降の沿革
- 明治初年時点では全域が安芸広島藩領であった。「旧高旧領取調帳」に記載されている明治初年時点での村は以下の通り。（86村）

己斐村、古江村、草津村、井口村、皆賀村、中須賀村、口和田村、高井村、山田村、石内村、上小深川村、上河内村、下河内村、下小深川村、利松村、寺地村、原村、上平良村、下平良村、廿日市町、佐方村、屋代村、三宅村、坪井村、千同村、倉重村、保井田村、寺田村、五日市村、海老塩浜、宮内村、玖島村、永原村、友田村、河津原村、津田村、飯山村、虫所山村、吉和村、白砂村、峠村、渡瀬村、小栗林村、大栗林村、奥谷尻村、後原村、浅原村、栗栖村、中道村、葛原村、上伏谷村、下伏谷村、菅沢村、和田村、多田村、麦谷村、下村、地御前村、大野村、口谷尻村、玖波村、黒川村、小方村、油見村、小島新開、大竹村、木野村、谷和村、松ヶ原村、中村、高田村、津久茂村、三吉村、高祖村、是長村、畑村、岡村、大王村、大原村、大君村、柿浦村、飛渡瀬村、鹿川村、小古江村、深江村、厳島
- 明治3年 - 太田川三角州の西端に庚午新開が起立。（87村）
- 明治4年7月14日（1871年8月29日） - 廃藩置県により広島県の管轄となる。
- 明治11年（1878年）11月1日 - 郡区町村編制法の広島県での施行により、行政区画としての佐伯郡が発足。郡役所が廿日市町に設置。
- 明治15年（1882年）（84村）
  - 中須賀村・寺地村が合併して中地村となる。
  - 上伏谷村・下伏谷村が合併して伏谷村となる。
  - 口谷尻村が大野村に合併。
- 明治16年（1883年） - 岡村・大王村が合併して岡大王村となる。（83村）
- 明治22年（1889年）4月1日 - 町村制の施行により、以下の町村が発足。（2町39村）
  - 己斐村（単独村制。現・広島市）
  - 古田村 ← 古江村、山田村（現・広島市）
  - 草津村 ← 草津村、庚午新開（現・広島市）
  - 井口村（単独村制。現・広島市）
  - 五海市村 ← 五日市村、海老塩浜、皆賀村（現・広島市）
  - 石内村（単独村制。現・広島市）
  - 河内村 ← 上河内村、下河内村、上小深川村、下小深川村（現・広島市）
  - 八幡村 ← 保井田村、利松村、寺田村、高井村、口和田村、中地村（現・広島市）
  - 観音村 ← 千同村、倉重村、三宅村、坪井村、屋代村（現・広島市）、佐方村（現・廿日市市、広島市）
  - 廿日市町（単独町制。現・廿日市市）
  - 平良村 ← 上平良村、下平良村（現・廿日市市）
  - 原村、宮内村、地御前村、大野村（それぞれ単独村制。現・廿日市市）
  - 玖波村（単独村制。現・大竹市）
  - 小方村 ← 小方村、黒川村（現・大竹市）
  - 油見村（単独村制。現・大竹市）
  - 大竹村 ← 大竹村、小島新開（現・大竹市）
  - 木野村（単独村制。現・大竹市）
  - 栗谷村 ← 大栗林村、小栗林村、後原村、奥谷尻村、谷和村（現・大竹市）
  - 砂谷村 ← 白砂村、伏谷村、葛原村（現・広島市）
  - 水内村 ← 和田村、下村、麦谷村（現・広島市）
  - 上水内村 ← 多田村、菅沢村（現・広島市）
  - 玖島村（単独村制。現・廿日市市）
  - 友原村 ← 友田村、河津原村、永原村（現・廿日市市）
  - 三和村 ← 峠村、渡之瀬村（現・廿日市市）、松ヶ原村（現・大竹市）
  - 浅原村、津田村（それぞれ単独村制。現・廿日市市）
  - 四和村 ← 虫所山村、中道村、飯山村、栗栖村（現・廿日市市）
  - 吉和村（単独村制。現・廿日市市）
  - 厳島町（単独町制。現・廿日市市）
  - 高田村、中村、鹿川村、津久茂村（それぞれ単独村制。現・江田島市）
  - 三高村 ← 三吉村、高祖村（現・江田島市）
  - 沖村 ← 是長村、畑村、岡大王村（現・江田島市）
  - 深江村（単独村制。現・江田島市）
  - 大柿村 ← 大原村、小古江村、大君村、柿浦村（現・江田島市）
  - 飛渡瀬村（単独村制。現・江田島市）
- 明治32年（1899年）7月1日 - 郡制を施行。
- 明治42年（1909年）2月11日 - 草津村が町制施行して草津町となる。（3町38村）
- 明治44年（1911年）1月1日 - 大竹村が町制施行して大竹町となる。（4町37村）
- 明治44年（1911年）10月1日（6町35村）
  - 五海市村が町制施行・改称して五日市町となる。
  - 己斐村が町制施行して己斐町となる。
- 大正12年（1923年）4月1日 - 郡会が廃止。郡役所は存続。
- 大正13年（1924年）6月1日 - 玖波村が町制施行して玖波町となる。（7町34村）
- 大正14年（1925年）2月1日 - 津久茂村が安芸郡江田島村に編入。（7町33村）
- 大正15年（1926年）7月1日 - 郡役所が廃止。以降は地域区分名称となる。
- 昭和2年（1927年）8月1日 - 大柿村が町制施行して大柿町となる。（8町32村）
- 昭和4年（1929年）
  - 1月1日 - 津田村が町制施行して津田町となる。（9町31村）
  - 4月1日（7町28村）
    - 己斐町・草津町・古田村が広島市に編入。
    - 油見村が大竹町に編入。
    - 友原村・三和村が合併して友和村が発足。
- 昭和25年（1950年）
  - 4月1日 - 大野村が町制施行して大野町となる。（8町27村）
  - 11月3日 - 厳島町が改称して宮島町となる。
- 昭和26年（1951年）
  - 1月1日 - 鹿川村が町制施行して鹿川町となる。（9町26村）
  - 2月11日 - 小方村が町制施行して小方町となる。（10町25村）
  - 4月1日 - 木野村が大竹町に編入。（10町24村）
- 昭和29年（1954年）
  - 9月1日 - 玖波町・小方町・大竹町・栗谷村および友和村の一部（松ケ原）が合併して大竹市が発足し、郡より離脱。（7町23村）
  - 11月3日 - 深江村・大柿町・飛渡瀬村が合併し、改めて大柿町が発足。（7町21村）
- 昭和30年（1955年）4月1日（7町11村）
  - 高田村・中村・鹿川町が合併して能美町が発足。
  - 玖島村・友和村・浅原村・津田町・四和村が合併して佐伯町が発足。
  - 五日市町・石内村・河内村・八幡村・観音村が合併し、改めて五日市町が発足。
- 昭和31年（1956年）
  - 9月30日（9町2村）
    - 廿日市町・平良村・原村・宮内村・地御前村が合併し、改めて廿日市町が発足。
    - 砂谷村・水内村・上水内村が合併して湯来町が発足。
    - 三高村・沖村が合併して沖美町が発足。

  - 11月1日 - 井口村が広島市に編入。（9町1村）
- 昭和31年（1957年）6月10日 - 五日市町の一部（佐方の一部）が廿日市町に編入。
- 昭和57年（1982年）4月1日 - 佐伯町（さえきちょう）が改称して佐伯町（さいきちょう）となる。
- 昭和60年（1985年）3月20日 - 五日市町が広島市に編入。同区域をもって佐伯区が発足。（8町1村）
- 昭和63年（1988年）4月1日 - 廿日市町が市制施行して廿日市市となり、郡より離脱。（7町1村）
- 平成15年（2003年）3月1日 - 佐伯町・吉和村が廿日市市に編入。（6町）
- 平成16年（2004年）11月1日 - 能美町・沖美町・大柿町が安芸郡江田島町と合併して江田島市が発足し、郡より離脱。（3町）
- 平成17年（2005年）
  - 4月25日 - 湯来町が広島市に編入。（2町）
  - 11月3日 - 大野町・宮島町が廿日市市に編入。同日佐伯郡消滅。

### 変遷表
| 明治以前   | 明治以前   | 明治初年 - 明治22年   | 明治22年 4月1日 町村制施行 | 明治22年 - 大正15年                 | 昭和元年 - 昭和28年                 | 昭和29年 - 昭和31年                    | 昭和32年 - 昭和35年            | 昭和36年 - 昭和64年                         | 平成元年 - 平成31年                | 令和元年 - 現在 |
| ---------- | ---------- | --------------------- | -------------------------- | ----------------------------------- | ----------------------------------- | -------------------------------------- | ------------------------------ | ------------------------------------------- | ---------------------------------- | --------------- |
| 草津村     | 草津村     | 草津村                | 草津村                     | 明治42年2月11日 町制 草津町         | 昭和4年4月1日 広島市に編入          | 広島市                                 | 広島市                         | 昭和55年4月1日 政令指定都市 広島市西区      | 広島市西区                         | 広島市 西区     |
|            |            | 明治3年 起立 庚午新開 | 草津村                     | 明治42年2月11日 町制 草津町         | 昭和4年4月1日 広島市に編入          | 広島市                                 | 広島市                         | 昭和55年4月1日 政令指定都市 広島市西区      | 広島市西区                         | 広島市 西区     |
| 己斐村     | 己斐村     | 己斐村                | 己斐村                     | 明治44年10月1日 町制 己斐町         | 昭和4年4月1日 広島市に編入          | 広島市                                 | 広島市                         | 昭和55年4月1日 政令指定都市 広島市西区      | 広島市西区                         | 広島市 西区     |
| 古江村     | 古江村     | 古江村                | 古田村                     | 古田村                              | 昭和4年4月1日 広島市に編入          | 広島市                                 | 広島市                         | 昭和55年4月1日 政令指定都市 広島市西区      | 広島市西区                         | 広島市 西区     |
| 山田村     | 山田村     | 山田村                | 古田村                     | 古田村                              | 昭和4年4月1日 広島市に編入          | 広島市                                 | 広島市                         | 昭和55年4月1日 政令指定都市 広島市西区      | 広島市西区                         | 広島市 西区     |
| 井口村     | 井口村     | 井口村                | 井口村                     | 井口村                              | 井口村                              | 昭和31年11月1日 広島市に編入           | 広島市                         | 昭和55年4月1日 政令指定都市 広島市西区      | 広島市西区                         | 広島市 西区     |
| 多田村     | 多田村     | 多田村                | 上水内村                   | 上水内村                            | 上水内村                            | 昭和31年9月30日 湯来町                 | 湯来町                         | 湯来町                                      | 平成17年4月25日 広島市佐伯区に編入 | 広島市 佐伯区   |
| 菅沢村     | 菅沢村     | 菅沢村                | 上水内村                   | 上水内村                            | 上水内村                            | 昭和31年9月30日 湯来町                 | 湯来町                         | 湯来町                                      | 平成17年4月25日 広島市佐伯区に編入 | 広島市 佐伯区   |
| 白砂村     | 白砂村     | 白砂村                | 砂谷村                     | 砂谷村                              | 砂谷村                              | 昭和31年9月30日 湯来町                 | 湯来町                         | 湯来町                                      | 平成17年4月25日 広島市佐伯区に編入 | 広島市 佐伯区   |
| 上伏谷村   | 上伏谷村   | 明治15年 伏谷村       | 砂谷村                     | 砂谷村                              | 砂谷村                              | 昭和31年9月30日 湯来町                 | 湯来町                         | 湯来町                                      | 平成17年4月25日 広島市佐伯区に編入 | 広島市 佐伯区   |
| 下伏谷村   |            | 明治15年 伏谷村       | 砂谷村                     | 砂谷村                              | 砂谷村                              | 昭和31年9月30日 湯来町                 | 湯来町                         | 湯来町                                      | 平成17年4月25日 広島市佐伯区に編入 | 広島市 佐伯区   |
| 葛原村     | 葛原村     | 葛原村                | 砂谷村                     | 砂谷村                              | 砂谷村                              | 昭和31年9月30日 湯来町                 | 湯来町                         | 湯来町                                      | 平成17年4月25日 広島市佐伯区に編入 | 広島市 佐伯区   |
| 和田村     | 和田村     | 和田村                | 水内村                     | 水内村                              | 水内村                              | 昭和31年9月30日 湯来町                 | 湯来町                         | 湯来町                                      | 平成17年4月25日 広島市佐伯区に編入 | 広島市 佐伯区   |
| 下村       | 下村       | 下村                  | 水内村                     | 水内村                              | 水内村                              | 昭和31年9月30日 湯来町                 | 湯来町                         | 湯来町                                      | 平成17年4月25日 広島市佐伯区に編入 | 広島市 佐伯区   |
| 麦谷村     | 麦谷村     | 麦谷村                | 水内村                     | 水内村                              | 水内村                              | 昭和31年9月30日 湯来町                 | 湯来町                         | 湯来町                                      | 平成17年4月25日 広島市佐伯区に編入 | 広島市 佐伯区   |
| 五日市村   | 五日市村   | 五日市村              | 五海市村                   | 明治44年10月1日 町制改称 五日市町   | 五日市町                            | 昭和30年4月1日 五日市町                | 五日市町                       | 昭和60年3月20日 広島市に編入 佐伯区を設置   | 広島市佐伯区                       | 広島市 佐伯区   |
| 海老塩浜   | 海老塩浜   | 海老塩浜              | 五海市村                   | 明治44年10月1日 町制改称 五日市町   | 五日市町                            | 昭和30年4月1日 五日市町                | 五日市町                       | 昭和60年3月20日 広島市に編入 佐伯区を設置   | 広島市佐伯区                       | 広島市 佐伯区   |
| 皆賀村     | 皆賀村     | 皆賀村                | 五海市村                   | 明治44年10月1日 町制改称 五日市町   | 五日市町                            | 昭和30年4月1日 五日市町                | 五日市町                       | 昭和60年3月20日 広島市に編入 佐伯区を設置   | 広島市佐伯区                       | 広島市 佐伯区   |
| 石内村     | 石内村     | 石内村                | 石内村                     | 石内村                              | 石内村                              | 昭和30年4月1日 五日市町                | 五日市町                       | 昭和60年3月20日 広島市に編入 佐伯区を設置   | 広島市佐伯区                       | 広島市 佐伯区   |
| 上河内村   | 上河内村   | 上河内村              | 河内村                     | 河内村                              | 河内村                              | 昭和30年4月1日 五日市町                | 五日市町                       | 昭和60年3月20日 広島市に編入 佐伯区を設置   | 広島市佐伯区                       | 広島市 佐伯区   |
| 下河内村   | 下河内村   | 下河内村              | 河内村                     | 河内村                              | 河内村                              | 昭和30年4月1日 五日市町                | 五日市町                       | 昭和60年3月20日 広島市に編入 佐伯区を設置   | 広島市佐伯区                       | 広島市 佐伯区   |
| 上小深川村 | 上小深川村 | 上小深川村            | 河内村                     | 河内村                              | 河内村                              | 昭和30年4月1日 五日市町                | 五日市町                       | 昭和60年3月20日 広島市に編入 佐伯区を設置   | 広島市佐伯区                       | 広島市 佐伯区   |
| 下小深川村 | 下小深川村 | 下小深川村            | 河内村                     | 河内村                              | 河内村                              | 昭和30年4月1日 五日市町                | 五日市町                       | 昭和60年3月20日 広島市に編入 佐伯区を設置   | 広島市佐伯区                       | 広島市 佐伯区   |
| 保井田村   | 保井田村   | 保井田村              | 八幡村                     | 八幡村                              | 八幡村                              | 昭和30年4月1日 五日市町                | 五日市町                       | 昭和60年3月20日 広島市に編入 佐伯区を設置   | 広島市佐伯区                       | 広島市 佐伯区   |
| 利松村     | 利松村     | 利松村                | 八幡村                     | 八幡村                              | 八幡村                              | 昭和30年4月1日 五日市町                | 五日市町                       | 昭和60年3月20日 広島市に編入 佐伯区を設置   | 広島市佐伯区                       | 広島市 佐伯区   |
| 寺田村     | 寺田村     | 寺田村                | 八幡村                     | 八幡村                              | 八幡村                              | 昭和30年4月1日 五日市町                | 五日市町                       | 昭和60年3月20日 広島市に編入 佐伯区を設置   | 広島市佐伯区                       | 広島市 佐伯区   |
| 高井村     | 高井村     | 高井村                | 八幡村                     | 八幡村                              | 八幡村                              | 昭和30年4月1日 五日市町                | 五日市町                       | 昭和60年3月20日 広島市に編入 佐伯区を設置   | 広島市佐伯区                       | 広島市 佐伯区   |
| 口和田村   | 口和田村   | 口和田村              | 八幡村                     | 八幡村                              | 八幡村                              | 昭和30年4月1日 五日市町                | 五日市町                       | 昭和60年3月20日 広島市に編入 佐伯区を設置   | 広島市佐伯区                       | 広島市 佐伯区   |
| 中須賀村   | 中須賀村   | 明治15年 中地村       | 八幡村                     | 八幡村                              | 八幡村                              | 昭和30年4月1日 五日市町                | 五日市町                       | 昭和60年3月20日 広島市に編入 佐伯区を設置   | 広島市佐伯区                       | 広島市 佐伯区   |
| 寺地村     |            | 明治15年 中地村       | 八幡村                     | 八幡村                              | 八幡村                              | 昭和30年4月1日 五日市町                | 五日市町                       | 昭和60年3月20日 広島市に編入 佐伯区を設置   | 広島市佐伯区                       | 広島市 佐伯区   |
| 千同村     | 千同村     | 千同村                | 観音村                     | 観音村                              | 観音村                              | 昭和30年4月1日 五日市町                | 五日市町                       | 昭和60年3月20日 広島市に編入 佐伯区を設置   | 広島市佐伯区                       | 広島市 佐伯区   |
| 倉重村     | 倉重村     | 倉重村                | 観音村                     | 観音村                              | 観音村                              | 昭和30年4月1日 五日市町                | 五日市町                       | 昭和60年3月20日 広島市に編入 佐伯区を設置   | 広島市佐伯区                       | 広島市 佐伯区   |
| 三宅村     | 三宅村     | 三宅村                | 観音村                     | 観音村                              | 観音村                              | 昭和30年4月1日 五日市町                | 五日市町                       | 昭和60年3月20日 広島市に編入 佐伯区を設置   | 広島市佐伯区                       | 広島市 佐伯区   |
| 坪井村     | 坪井村     | 坪井村                | 観音村                     | 観音村                              | 観音村                              | 昭和30年4月1日 五日市町                | 五日市町                       | 昭和60年3月20日 広島市に編入 佐伯区を設置   | 広島市佐伯区                       | 広島市 佐伯区   |
| 屋代村     | 屋代村     | 屋代村                | 観音村                     | 観音村                              | 観音村                              | 昭和30年4月1日 五日市町                | 五日市町                       | 昭和60年3月20日 広島市に編入 佐伯区を設置   | 広島市佐伯区                       | 広島市 佐伯区   |
| 佐方村     | 一部       | 佐方村                | 観音村                     | 観音村                              | 観音村                              | 昭和30年4月1日 五日市町                | 五日市町                       | 昭和60年3月20日 広島市に編入 佐伯区を設置   | 広島市佐伯区                       | 広島市 佐伯区   |
| 佐方村     | 一部       | 佐方村                | 観音村                     | 観音村                              | 観音村                              | 昭和30年4月1日 五日市町                | 昭和32年6月10日 廿日市町に編入 | 昭和63年4月1日 市制 廿日市市                | 廿日市市                           | 廿日市市        |
| 廿日市町   | 廿日市町   | 廿日市町              | 廿日市町                   | 廿日市町                            | 廿日市町                            | 昭和31年9月30日 廿日市町               | 廿日市町                       | 昭和63年4月1日 市制 廿日市市                | 廿日市市                           | 廿日市市        |
| 上平良村   | 上平良村   | 上平良村              | 平良村                     | 平良村                              | 平良村                              | 昭和31年9月30日 廿日市町               | 廿日市町                       | 昭和63年4月1日 市制 廿日市市                | 廿日市市                           | 廿日市市        |
| 下平良村   | 下平良村   | 下平良村              | 平良村                     | 平良村                              | 平良村                              | 昭和31年9月30日 廿日市町               | 廿日市町                       | 昭和63年4月1日 市制 廿日市市                | 廿日市市                           | 廿日市市        |
| 地御前村   | 地御前村   | 地御前村              | 地御前村                   | 地御前村                            | 地御前村                            | 昭和31年9月30日 廿日市町               | 廿日市町                       | 昭和63年4月1日 市制 廿日市市                | 廿日市市                           | 廿日市市        |
| 原村       | 原村       | 原村                  | 原村                       | 原村                                | 原村                                | 昭和31年9月30日 廿日市町               | 廿日市町                       | 昭和63年4月1日 市制 廿日市市                | 廿日市市                           | 廿日市市        |
| 宮内村     | 宮内村     | 宮内村                | 宮内村                     | 宮内村                              | 宮内村                              | 昭和31年9月30日 廿日市町               | 廿日市町                       | 昭和63年4月1日 市制 廿日市市                | 廿日市市                           | 廿日市市        |
| 厳島町     | 厳島町     | 厳島町                | 厳島町                     | 厳島町                              | 昭和25年11月3日 改称 宮島町         | 宮島町                                 | 宮島町                         | 宮島町                                      | 平成17年11月3日 廿日市市に編入     | 廿日市市        |
| 大野村     | 大野村     | 明治15年 大野村       | 大野村                     | 大野村                              | 昭和25年4月1日 町制 大野町          | 大野町                                 | 大野町                         | 大野町                                      | 平成17年11月3日 廿日市市に編入     | 廿日市市        |
| 口谷尻村   |            | 明治15年 大野村       | 大野村                     | 大野村                              | 昭和25年4月1日 町制 大野町          | 大野町                                 | 大野町                         | 大野町                                      | 平成17年11月3日 廿日市市に編入     | 廿日市市        |
| 吉和村     | 吉和村     | 吉和村                | 吉和村                     | 吉和村                              | 吉和村                              | 吉和村                                 | 吉和村                         | 吉和村                                      | 平成15年3月1日 廿日市市に編入      | 廿日市市        |
| 津田村     | 津田村     | 津田村                | 津田村                     | 津田村                              | 昭和4年4月1日 町制 津田町           | 昭和30年4月1日 佐伯町 （さえきちょう） | 佐伯町                         | 昭和57年4月1日 改称 佐伯町 （さいきちょう） | 平成15年3月1日 廿日市市に編入      | 廿日市市        |
| 浅原村     | 浅原村     | 浅原村                | 浅原村                     | 浅原村                              | 浅原村                              | 昭和30年4月1日 佐伯町 （さえきちょう） | 佐伯町                         | 昭和57年4月1日 改称 佐伯町 （さいきちょう） | 平成15年3月1日 廿日市市に編入      | 廿日市市        |
| 玖島村     | 玖島村     | 玖島村                | 玖島村                     | 玖島村                              | 玖島村                              | 昭和30年4月1日 佐伯町 （さえきちょう） | 佐伯町                         | 昭和57年4月1日 改称 佐伯町 （さいきちょう） | 平成15年3月1日 廿日市市に編入      | 廿日市市        |
| 虫所山村   | 虫所山村   | 虫所山村              | 四和村                     | 四和村                              | 四和村                              | 昭和30年4月1日 佐伯町 （さえきちょう） | 佐伯町                         | 昭和57年4月1日 改称 佐伯町 （さいきちょう） | 平成15年3月1日 廿日市市に編入      | 廿日市市        |
| 中道村     | 中道村     | 中道村                | 四和村                     | 四和村                              | 四和村                              | 昭和30年4月1日 佐伯町 （さえきちょう） | 佐伯町                         | 昭和57年4月1日 改称 佐伯町 （さいきちょう） | 平成15年3月1日 廿日市市に編入      | 廿日市市        |
| 飯山村     | 飯山村     | 飯山村                | 四和村                     | 四和村                              | 四和村                              | 昭和30年4月1日 佐伯町 （さえきちょう） | 佐伯町                         | 昭和57年4月1日 改称 佐伯町 （さいきちょう） | 平成15年3月1日 廿日市市に編入      | 廿日市市        |
| 栗栖村     | 栗栖村     | 栗栖村                | 四和村                     | 四和村                              | 四和村                              | 昭和30年4月1日 佐伯町 （さえきちょう） | 佐伯町                         | 昭和57年4月1日 改称 佐伯町 （さいきちょう） | 平成15年3月1日 廿日市市に編入      | 廿日市市        |
| 友田村     | 友田村     | 友田村                | 友原村                     | 友原村                              | 昭和4年4月1日 友和村                | 昭和30年4月1日 佐伯町 （さえきちょう） | 佐伯町                         | 昭和57年4月1日 改称 佐伯町 （さいきちょう） | 平成15年3月1日 廿日市市に編入      | 廿日市市        |
| 河津原村   | 河津原村   | 河津原村              | 友原村                     | 友原村                              | 昭和4年4月1日 友和村                | 昭和30年4月1日 佐伯町 （さえきちょう） | 佐伯町                         | 昭和57年4月1日 改称 佐伯町 （さいきちょう） | 平成15年3月1日 廿日市市に編入      | 廿日市市        |
| 永原村     | 永原村     | 永原村                | 友原村                     | 友原村                              | 昭和4年4月1日 友和村                | 昭和30年4月1日 佐伯町 （さえきちょう） | 佐伯町                         | 昭和57年4月1日 改称 佐伯町 （さいきちょう） | 平成15年3月1日 廿日市市に編入      | 廿日市市        |
| 峠村       | 峠村       | 峠村                  | 三和村                     | 三和村                              | 昭和4年4月1日 友和村                | 昭和30年4月1日 佐伯町 （さえきちょう） | 佐伯町                         | 昭和57年4月1日 改称 佐伯町 （さいきちょう） | 平成15年3月1日 廿日市市に編入      | 廿日市市        |
| 渡瀬村     | 渡瀬村     | 渡瀬村                | 三和村                     | 三和村                              | 昭和4年4月1日 友和村                | 昭和30年4月1日 佐伯町 （さえきちょう） | 佐伯町                         | 昭和57年4月1日 改称 佐伯町 （さいきちょう） | 平成15年3月1日 廿日市市に編入      | 廿日市市        |
| 松ヶ原村   | 松ヶ原村   | 松ヶ原村              | 三和村                     | 三和村                              | 昭和4年4月1日 友和村                | 昭和29年9月1日 大竹市                  | 大竹市                         | 大竹市                                      | 大竹市                             | 大竹市          |
| 大竹村     | 大竹村     | 大竹村                | 大竹村                     | 明治44年1月1日 町制 大竹町          | 大竹町                              | 昭和29年9月1日 大竹市                  | 大竹市                         | 大竹市                                      | 大竹市                             | 大竹市          |
| 小島新開   | 小島新開   | 小島新開              | 大竹村                     | 明治44年1月1日 町制 大竹町          | 大竹町                              | 昭和29年9月1日 大竹市                  | 大竹市                         | 大竹市                                      | 大竹市                             | 大竹市          |
| 油見村     | 油見村     | 油見村                | 油見村                     | 油見村                              | 昭和4年4月1日 大竹町に編入          | 昭和29年9月1日 大竹市                  | 大竹市                         | 大竹市                                      | 大竹市                             | 大竹市          |
| 木野村     | 木野村     | 木野村                | 木野村                     | 木野村                              | 昭和26年4月1日 大竹町に編入         | 昭和29年9月1日 大竹市                  | 大竹市                         | 大竹市                                      | 大竹市                             | 大竹市          |
| 小方村     | 小方村     | 小方村                | 小方村                     | 小方村                              | 昭和26年2月11日 町制 小方町         | 昭和29年9月1日 大竹市                  | 大竹市                         | 大竹市                                      | 大竹市                             | 大竹市          |
| 黒川村     | 黒川村     | 黒川村                | 小方村                     | 小方村                              | 昭和26年2月11日 町制 小方町         | 昭和29年9月1日 大竹市                  | 大竹市                         | 大竹市                                      | 大竹市                             | 大竹市          |
| 玖波村     | 玖波村     | 玖波村                | 玖波村                     | 大正13年6月1日 町制 玖波町          | 玖波町                              | 昭和29年9月1日 大竹市                  | 大竹市                         | 大竹市                                      | 大竹市                             | 大竹市          |
| 大栗林村   | 大栗林村   | 大栗林村              | 栗谷村                     | 栗谷村                              | 栗谷村                              | 昭和29年9月1日 大竹市                  | 大竹市                         | 大竹市                                      | 大竹市                             | 大竹市          |
| 小栗林村   | 小栗林村   | 小栗林村              | 栗谷村                     | 栗谷村                              | 栗谷村                              | 昭和29年9月1日 大竹市                  | 大竹市                         | 大竹市                                      | 大竹市                             | 大竹市          |
| 後原村     | 後原村     | 後原村                | 栗谷村                     | 栗谷村                              | 栗谷村                              | 昭和29年9月1日 大竹市                  | 大竹市                         | 大竹市                                      | 大竹市                             | 大竹市          |
| 奥谷尻村   | 奥谷尻村   | 奥谷尻村              | 栗谷村                     | 栗谷村                              | 栗谷村                              | 昭和29年9月1日 大竹市                  | 大竹市                         | 大竹市                                      | 大竹市                             | 大竹市          |
| 谷和村     | 谷和村     | 谷和村                | 栗谷村                     | 栗谷村                              | 栗谷村                              | 昭和29年9月1日 大竹市                  | 大竹市                         | 大竹市                                      | 大竹市                             | 大竹市          |
| 鹿川村     | 鹿川村     | 鹿川村                | 鹿川村                     | 鹿川村                              | 昭和26年1月1日 町制 鹿川町          | 昭和30年4月1日 能美町                  | 能美町                         | 能美町                                      | 平成16年11月1日 江田島市           | 江田島市        |
| 中村       | 中村       | 中村                  | 中村                       | 中村                                | 中村                                | 昭和30年4月1日 能美町                  | 能美町                         | 能美町                                      | 平成16年11月1日 江田島市           | 江田島市        |
| 高田村     | 高田村     | 高田村                | 高田村                     | 高田村                              | 高田村                              | 昭和30年4月1日 能美町                  | 能美町                         | 能美町                                      | 平成16年11月1日 江田島市           | 江田島市        |
| 大原村     | 大原村     | 大原村                | 大柿村                     | 大柿村                              | 昭和2年8月1日 町制 大柿町           | 昭和29年11月3日 大柿町                 | 大柿町                         | 大柿町                                      | 平成16年11月1日 江田島市           | 江田島市        |
| 小古江村   | 小古江村   | 小古江村              | 大柿村                     | 大柿村                              | 昭和2年8月1日 町制 大柿町           | 昭和29年11月3日 大柿町                 | 大柿町                         | 大柿町                                      | 平成16年11月1日 江田島市           | 江田島市        |
| 大君村     | 大君村     | 大君村                | 大柿村                     | 大柿村                              | 昭和2年8月1日 町制 大柿町           | 昭和29年11月3日 大柿町                 | 大柿町                         | 大柿町                                      | 平成16年11月1日 江田島市           | 江田島市        |
| 柿浦村     | 柿浦村     | 柿浦村                | 大柿村                     | 大柿村                              | 昭和2年8月1日 町制 大柿町           | 昭和29年11月3日 大柿町                 | 大柿町                         | 大柿町                                      | 平成16年11月1日 江田島市           | 江田島市        |
| 飛渡瀬村   | 飛渡瀬村   | 飛渡瀬村              | 飛渡瀬村                   | 飛渡瀬村                            | 飛渡瀬村                            | 昭和29年11月3日 大柿町                 | 大柿町                         | 大柿町                                      | 平成16年11月1日 江田島市           | 江田島市        |
| 深江村     | 深江村     | 深江村                | 深江村                     | 深江村                              | 深江村                              | 昭和29年11月3日 大柿町                 | 大柿町                         | 大柿町                                      | 平成16年11月1日 江田島市           | 江田島市        |
| 是長村     | 是長村     | 是長村                | 沖村                       | 沖村                                | 沖村                                | 昭和31年9月30日 沖美町                 | 沖美町                         | 沖美町                                      | 平成16年11月1日 江田島市           | 江田島市        |
| 畑村       | 畑村       | 畑村                  | 沖村                       | 沖村                                | 沖村                                | 昭和31年9月30日 沖美町                 | 沖美町                         | 沖美町                                      | 平成16年11月1日 江田島市           | 江田島市        |
| 岡村       | 岡村       | 明治16年 岡大王村     | 沖村                       | 沖村                                | 沖村                                | 昭和31年9月30日 沖美町                 | 沖美町                         | 沖美町                                      | 平成16年11月1日 江田島市           | 江田島市        |
| 大王村     |            | 明治16年 岡大王村     | 沖村                       | 沖村                                | 沖村                                | 昭和31年9月30日 沖美町                 | 沖美町                         | 沖美町                                      | 平成16年11月1日 江田島市           | 江田島市        |
| 三吉村     | 三吉村     | 三吉村                | 三高村                     | 三高村                              | 三高村                              | 昭和31年9月30日 沖美町                 | 沖美町                         | 沖美町                                      | 平成16年11月1日 江田島市           | 江田島市        |
| 高祖村     | 高祖村     | 高祖村                | 三高村                     | 三高村                              | 三高村                              | 昭和31年9月30日 沖美町                 | 沖美町                         | 沖美町                                      | 平成16年11月1日 江田島市           | 江田島市        |
| 津久茂村   | 津久茂村   | 津久茂村              | 津久茂村                   | 大正14年2月1日 安芸郡江田島村に編入 | 昭和26年10月1日 町制 安芸郡江田島町 | 安芸郡江田島町                         | 安芸郡江田島町                 | 安芸郡江田島町                              | 平成16年11月1日 江田島市           | 江田島市        |

## 行政
歴代郡長
| 代 | 氏名 | 就任年月日                | 退任年月日                | 備考                   |
| -- | ---- | ------------------------- | ------------------------- | ---------------------- |
| 1  |      | 明治11年（1878年）11月1日 |                           |                        |
|    |      |                           | 大正15年（1926年）6月30日 | 郡役所廃止により、廃官 |